# Камшичен удар
„Камшичен удар“ (на английски: Whiplash) е американски драматичен филм от 2014 г. на режисьора Деймиън Шазел по негов собствен сценарий, в който той представя собствените си преживявания по време на следването си в музикална академия в Принстън.
Филмът прави дебюта си на филмовия фестивал в Сънданс, а през 2015 г. печели три награди Оскар – за Най-добра мъжка поддържаща роля (Джей Кей Симънс), Най-добър монтаж и Най-добър звук, като освен това има номинации за Най-добър филм и Най-добър адаптиран сценарий.

## Сюжет
Андрю Нюман (Майлс Телър) е студент първа година в музикална академия в Ню Йорк. В опитите си да стане успешен барабанист той се сблъсква със строг диригент на оркестър – Терънс Флечър (Джей Кей Симънс), който упражнява психическо насилие върху възпитаниците си с цел някой от тях да стане гениален музикант. Андрю дава всичко от себе си за да го впечатли и да се впише успешно в неговия оркестър, но в крайна сметка остава извън него.
След като се оттегля от музикалната си кариера той случайно се среща отново с Флечър и по негова молба решава да се завърне на сцена за още едно изпълнение.

## Награди и номинации
| Категория                             | Номиниран                   | Резултат                    |
| Оскар (22 февруари 2015 г.)           | Оскар (22 февруари 2015 г.) | Оскар (22 февруари 2015 г.) |
| ------------------------------------- | --------------------------- | --------------------------- |
| Най-добър звук                        | Най-добър звук              | награда                     |
| Най-добър филмов монтаж               | Том Крос                    | награда                     |
| Най-поддържаща мъжка роля             | Джей Кей Симънс             | награда                     |
| Най-добър филм                        | Най-добър филм              | номинация                   |
| Най-добър адаптиран сценарий          | Деймиън Шазел               | номинация                   |
| Награда на БАФТА (8 февруари 2015 г.) |                             |                             |
| Най-добър звук                        | Най-добър звук              | награда                     |
| Най-добър филмов монтаж               | Том Крос                    | награда                     |
| Най-добър актьор в поддържаща роля    | Джей Кей Симънс             | награда                     |
| Най-добра режисура                    | Деймиън Шазел               | номинация                   |
| Най-добър оригинален сценарий         | Деймиън Шазел               | номинация                   |
| Златен глобус (11 януари 2015 г.)     |                             |                             |
| Най-добър поддържащ актьор            | Джей Кей Симънс             | награда                     |
| Сателит (15 февруари 2015 г.)         |                             |                             |
| Най-добър звук                        | Най-добър звук              | награда                     |
| Най-добър актьор в поддържаща роля    | Джей Кей Симънс             | награда                     |
| Най-добър филм                        | Най-добър филм              | номинация                   |
| Най-добър режисьор                    | Деймиън Шазел               | номинация                   |
| Най-добър актьор                      | Майлс Телър                 | номинация                   |
| Сатурн (25 юни 2015 г.)               |                             |                             |
| Най-добър независим филм              | Най-добър независим филм    | награда                     |
| Най-добър сценарий                    | Деймиън Шазел               | номинация                   |
| Най-добър актьор в поддържаща роля    | Джей Кей Симънс             | номинация                   |